# Чатешка Гора
Чатешка Гора (словен. Čateška Gora) — поселення в общині Літія, Осреднєсловенський регіон, Словенія. Висота над рівнем моря: 460,9 м.